# 49. Reserve-Division (Deutsches Kaiserreich)
Die 49. Reserve-Division war ein Großverband der Preußischen Armee im Ersten Weltkrieg.

## Gliederung

### Kriegsgliederung vom 10. September 1914
- 97. Reserve-Infanterie-Brigade
  - Reserve-Infanterie-Regiment Nr. 225
  - Reserve-Infanterie-Regiment Nr. 226
- 98. Reserve-Infanterie-Brigade
  - Reserve-Infanterie-Regiment Nr. 227
  - Reserve-Infanterie-Regiment Nr. 228
- Reserve-Kavallerie-Abteilung Nr. 49
- Reserve-Feldartillerie-Regiment Nr. 49
- Reserve-Pionier-Kompanie Nr. 49

### Kriegsgliederung vom 22. August 1918
- 97. Reserve-Infanterie-Brigade
  - Reserve-Infanterie-Regiment Nr. 225
  - Reserve-Infanterie-Regiment Nr. 226
  - Reserve-Infanterie-Regiment Nr. 228
  - MG-Scharfschützen-Abteilung Nr. 59
- 2. Eskadron/2. Garde-Dragoner-Regiment „Kaiserin Alexandra von Rußland“
- Artillerie-Kommandeur Nr. 49
  - Reserve-Feldartillerie-Regiment Nr. 49
  - I. Bataillon/Fußartillerie-Regiment Nr. 25
- Pionier-Bataillon Nr. 349
- Divisions-Nachrichten-Kommandeur Nr. 449

## Geschichte
Der Großverband wurde im Oktober 1914 zusammengestellt und unmittelbar an der Ostfront eingesetzt. Ende Januar 1917 verlegte die Division an die Westfront, wo sie bis zum Waffenstillstand von Compiègne im Einsatz war. Nach Kriegsende kehrte sie geschlossen in die Heimat zurück, wurde dort demobilisiert und schließlich im Januar 1919 aufgelöst.

### Gefechtskalender

#### 1914
- 1. Oktober bis 5. November --- Stellungskämpfe bei Grajewo-Wizajny
- 20. bis 29. Oktober--- Lyck und Umgebung
- 10. bis 13. November --- Schlacht bei Włocławek
- 14. bis 15. November --- Schlacht bei Kutno
- 16. November bis 15. Dezember --- Schlacht bei Lodz
  - 25. November bis 15. Dezember --- Stellungskämpfe bei Glowno
- ab 18. Dezember --- Schlacht an der Rawka-Bzura

#### 1915
- bis 16. Juli --- Schlacht bei Humin
- 17. Juli bis 5. August --- Kampf um Warschau
- 8. bis 18. August --- Verfolgungskämpfe zwischen Weichsel und Bug
- 19. bis 24. August --- Schlacht an der Pulwa-Nurzec
- 25. bis 31. August --- Verfolgungskämpfe an der Bialowieska-Puszcza
- 1. bis 12. September --- Kämpfe an der Jasiolda und an der Zelwianka
- 13. bis 18. September --- Schlacht bei Slonim
- 19. bis 24. September --- Kämpfe an der oberen Schtschara-Serwetsch
- ab 19. September --- Stellungskämpfe an der oberen Schtschara-Serwetsch

#### 1916
- bis 23. August --- Stellungskämpfe an der oberen Schtschara-Serwetsch
- 24. August bis 2. September --- Stellungskämpfe in den Pripjetsümpfen
- 2. September bis 13. Oktober --- Reserve Ober Ost
- 14. Oktober bis 25. November --- Stellungskämpfe an der Narajowka, zwischen Narajowka und Zlota Lipa und an der Ceniowka
- 26. bis 30. November --- Reserve der Heeresgruppe „Erzherzog Joseph“
- 1. bis 21. Dezember --- Stellungskämpfe in den Waldkarpaten
- ab 23. Dezember --- Offensive am Bereczker-Gebirge und am Ojtoz-Pass

#### 1917
- bis 7. Januar --- Offensive am Bereczker-Gebirge und am Ojtoz-Pass
- 8. bis 17. Januar --- Stellungskämpfe zwischen Putna und Slanic-Tal
- 18. bis 27. Januar --- Transport nach dem Westen
- 28. Januar bis 23. Februar --- Stellungskämpfe an der Somme
- 24. Februar bis 1. April --- Stellungskämpfe in Flandern und Artois
- 2. April bis 20. Mai --- Frühjahrsschlacht bei Arras
- 7. Juni bis 29. Juli --- Schlacht in Flandern
- 27. Juli bis 24. Oktober --- Stellungskämpfe in Flandern und Artois
- 24. Oktober bis 22. November --- Herbstschlacht in Flandern
- 24. bis 29. November --- Tankschlacht bei Cambrai
- 24. November bis 14. Dezember --- Kämpfe in der Siegfriedstellung
- 30. November bis 7. Dezember --- Angriffsschlacht bei Cambrai
- ab 14. Dezember --- Stellungskämpfe in Flandern und Artois

#### 1918
- bis 3. April --- Stellungskämpfe in Flandern und Artois
- 3. bis 9. April --- Stellungskämpfe in Flandern
- 10. bis 29. April --- Schlacht um den Kemmelberg
- 30. April bis 28. August --- Stellungskrieg in Flandern
- 28. August bis 2. September --- Schlacht bei Monchy-Bapaume
- 3. September bis 9. Oktober --- Kämpfe vor der Siegfriedfront
- 8. September bis 8. Oktober --- Abwehrschlacht zwischen Cambrai und Saint-Quentin
- 9. bis 10. Oktober --- Kämpfe vor der Hermannstellung
- 10. bis 14. Oktober --- Kämpfe an der Front Armentières-Lens
- 15. bis 19. Oktober --- Kämpfe zwischen Deule-Kanal und Schelde
- 21. bis 24. Oktober --- Nachhutkämpfe zwischen Yser und Lys
- 25. Oktober bis 1. November --- Schlacht an der Lys
- 2. bis 4. November --- Nachhutkämpfe beiderseits der Schelde
- 5. bis 11. November --- Rückzugskämpfe vor der Antwerpen-Maas-Stellung
- ab 18. November --- Räumung des besetzten Gebietes und Marsch in die Heimat

## Kommandeure
| Dienstgrad             | Name                                | Datum                                    |
| ---------------------- | ----------------------------------- | ---------------------------------------- |
| General der Infanterie | Alfred von Briesen                  | 25. September bis 11. November 1914      |
| Generalleutnant        | Anton von Thiesenhausen             | 12. bis 21. November 1914                |
| Generalleutnant        | Ferdinand Waenker von Dankenschweil | 22. bis 23. November 1914                |
| Generalleutnant        | Anton von Thiesenhausen             | 23. bis 24. November 1914                |
| Generalmajor           | Viktor Hahndorff                    | 25. November 1914 bis 3. September 1915  |
| General der Kavallerie | Friedrich von Bernhardi             | 4. September 1915 bis 30. September 1916 |
| Generalmajor           | Eugen Ritter von Zoellner           | 1. Oktober 1916 bis 17. Januar 1917      |
| Generalmajor           | Fritz von Unger                     | 1. Januar 1917 bis 14. Januar 1918       |
| Generalmajor           | Oskar Zanke                         | 15. Januar bis 8. März 1918              |
| Generalmajor           | Ernst von Uechtritz und Steinkirch  | 9. März bis 19. Dezember 1918            |